# The Neighbourhood
The Neighbourhood (abreviado como THE NBHD) es una banda de rock alternativo estadounidense creada en agosto de 2011. El grupo está formado por el vocalista Jesse Rutherford, los guitarristas Jeremy Freedman, Zach Abels y el bajista Mikey Margott.
La banda publicó su primer álbum de estudio el 23 de abril de 2013 a través de Columbia Records. El 16 de enero de 2014 la banda anunció a través de sus redes sociales que el baterista Bryan Sammis abandonaba el grupo por problemas con el vocalista Jesse Rutherford, y que continuaría su carrera musical en solitario. A lo largo de los años lanzaron los álbumes ''Thank you, I Love You (2012), The Love Collection (2013), Wiped Out! (2015) y Hard (2017), que destacan por sus portadas en blanco y negro. En 2018, lanzaron su primer álbum con una portada en color, el cual cuenta con un sonido mucho más electrónico que sus predecesores y con el que obtuvieron más reconocimiento. Su álbum más reciente es Chip Chrome & The Mono-Tones (25 de septiembre, 2020). 
Desde 2022 la banda está inactiva de forma indefinida, debido a decisión propia del grupo tras más de una década activos.

## Historia
Los miembros de la banda eligieron el deletreo británico de «neighbourhood» en consejo de su mánager, con el fin de distinguirse de una banda que ya utilizaba la palabra americana «neighborhood». A principios de 2012, The Neighbourhood se unió para lanzar «Female Robbery» y «Sweater Weather». En mayo de 2012, la banda dio a conocer un EP autoeditado titulado I'm Sorry..., producido por Justyn Pilbrow. El video para el sencillo «Sweater Weather» fue lanzado el 5 de marzo de 2013 y el 27 de junio interpretaron en vivo dicha canción en el programa Jimmy Kimmel Live. «Sweater Weather» también encabezó la lista Alternative Songs de Billboard a principios de junio de 2013. El álbum debut de la banda, I Love You., fue lanzado el 23 de abril de 2013 e ingresó en el puesto número treinta y nueve en la lista Billboard 200. Rolling Stone ya había estrenado I Love You. el 16 de abril en su página web, y lo describieron como «atmosférico». La banda es conocida por sus imágenes en blanco y negro, como se ve en toda su música, obras de arte y vídeos; últimamente han estado usando colores fuertes RGB.
The Love Collection comprende tres canciones "West Coast", "No Grey" y "$ting". Estos fueron lanzados en vinilo.
En abril de 2014, The Neighbourhood lanzó el sencillo «Honest», que forma parte de la banda sonora de The Amazing Spider-Man 2: Rise of Electro (2014). El grupo publicó un mixtape titulado #000000 & #FFFFFF (los códigos de color hexadecimal para blanco y negro) en noviembre de 2014. Ese mismo año se anunció a través de un tuit de la banda que «Sweater Weather» recibió la certificación de platino en los Estados Unidos.
The NBHD o The Neighbourhood, así como barrio y, en este caso con la escritura inglesa pese al origen estadounidense de la banda, es el nombre de un quinteto californiano que, armado con melodías indie pop con algo de rock e incluso hip hop (estimo que de ahí proviene el nombre, de la eterna asociación de barrio o vecindario con ese género), comienza a conquistar su país entero y mercados de Europa y Australia.
Con dos EP editados de manera independiente entre 2012 y 2013, la banda llamó la atención de Columbia Records y bajo ese sello acaba de lanzar I Love You., disco que incluye algunos temas revisitados de sus trabajos previos.
Con una estética retro blanco y negro, que se expresa en el arte de sus discos y en sus vídeos, los liderados por el cantante y compositor Jesse Rutherford presentan, a lo largo de las 11 canciones de su álbum debut, un viaje sonoro atmosférico, por momentos oscuros y si acaso alegres, con melodías que bien parecen diseñadas para acompañar las imágenes sin color de todo su material visual. Se dice que el estilo blanco y negro es debido también a la acromatopsia que padece el vocalista de la banda, Jesse Rutherford.
El 13 de noviembre de 2022, la cuenta oficial de Instagram de la banda anunció que Brandon Fried no pertenecía más a la banda. Esto debido a que tuvo problemas personales con María Zardoya, vocalista del grupo The Marías.

## Integrantes

### Formación actual
- Jesse Rutherford – Vocales (2011–2022)
- Zachary Abels – Guitarra líder, Guitarra rítmica (2011–2022), coros (2015–2022)
- Jeremiah Freedman – Guitarra rítmica, guitarra líder (2011–2022), coros (2015–2022)
- Michael Margott – Bajo (2011–2022), coros (2015–2022)

### Antiguos miembros
- Bryan "Olivver" Sammis - Batería, Percusión, Coros (2011–2014)
- Brandon Fried – Batería, Percusión, Coros (2014–2022)

## Discografía
Álbumes de estudio
- 2013: I Love You
- 2014: #000000 & #FFFFFF
- 2015: Wiped Out!
- 2018: The Neighbourhood
- 2020: Chip Chrome & The Mono-Tones
- 2023: I Love You 10th anniversary

EPs
- 2012: I'm Sorry...
- 2012: Thank You,
- 2013: The Love Collection
- 2017: Hard - EP[9]
- 2018: To Imagine - EP[10]
- 2018: Hard To Imagine - EP[11]
- 2018: ever changing - EP

Mixtape
- 2014: #000000 & #FFFFFF

Sencillos
- 2012: «Female Robbery»
- 2012: «Sweater Weather»
- 2013: «Let It Go»
- 2013: «Afraid»
- 2014: «#icanteven»
- 2014: «Honest»
- 2015: «R.I.P 2 My Youth»
- 2015: «The Beach»
- 2015: «Prey»
- 2015: «Cry Baby»
- 2016: «Daddy Issues»
- 2017: «Scary Love»
- 2017: «Stuck with Me»
- 2018: «Void»
- 2018: "Reflections"
- 2018: «Nervous»
- 2019: «Middle of Somewhere»
- 2019: «Yellow Box»
- 2020: «Cherry Flavoured»
- 2020: «Devil's Advocate»
- 2020: «Pretty Boy»
- 2020: «Lost in Translation»
- 2021: «Fallen Star»

### Videos musicales
| Título                | Año/Director(es)                                           |
| --------------------- | ---------------------------------------------------------- |
| «Female Robbery»      | (2012) Dirigido por ENDS                                   |
| «Let It Go»           | (2012) Dirigido por ENDS                                   |
| «A Little Death»      | (2012) Dirigido por ENDS                                   |
| «Sweater Weather»     | (2013) Dirigido por ENDS                                   |
| «Afraid»              | (2013) Dirigido por ENDS                                   |
| «#icanteven»          | (2015) Dirigido por Eif Rivera                             |
| «Dangerous»           | (2015) Dirigido por Jake Janisse                           |
| «warm»                | (2015) Dirigido por Dexter Navy                            |
| «R.I.P. 2 my youth»   | (2015) Dirigido por Hype Williams                          |
| «Daddy Issues»        | (2016) Dirigido por Warren Kommers                         |
| «Scary Love»          | (2018) Bob Dylan, Johnny Cash y Miles Davisb               |
| «Middle of Somewhere» | (2019) Dirigido por Alex McDonell                          |
| «Cherry Flavoured»    | (2020) Dirigido por Christhoper Wilson                     |
| «Devil's Advocate»    | (2020) Codirector Adam Baldwin Codirector/dp Calvin Reboya |
| «Pretty Boy»          | (2020) Dirigido por Ramez Silyan                           |
| «Lost In Traslation»  | (2020) Dirigido por Nicky Rudolph                          |
| «Hell or High»        | (2020) Dirigido por Daniel Iglesias Jr.                    |
| «Stargazing»          | (2020) Dirigido por Ramez Silyan                           |